# Авдеев, Геннадий Васильевич
Генна́дий Васи́льевич Авде́ев (1929—2007) — сельскохозяйственный деятель, Герой Социалистического Труда (1971).

## Биография
Геннадий Авдеев родился 3 сентября 1929 года в станице Бесскорбная (ныне — Новокубанский район Краснодарского края). После окончания Дагестанского сельскохозяйственного института работал агрономом в Азербайджанской ССР. С 1960 года жил в Темрюкском районе, работал в различных совхозах и колхозах.
С 1963 года Авдеев руководил совхозом имени Ильича в станице Старотитаровская. За годы его работы совхоз перевыполнил пятилетние планы по производству и продаже государству сельскохозяйственной продукции. Совхоз вложил большие финансовые средства в благоустройство станицы.
Указом Президиума Верховного Совета СССР от 8 апреля 1971 года за «выдающиеся успехи в развитии сельскохозяйственного производства, выполнении планов продажи государству продуктов земледелия и животноводства в VIII пятилетке» Геннадий Авдеев был удостоен высокого звания Героя Социалистического Труда с вручением ордена Ленина и медали «Серп и Молот».
С 1971 года Авдеев был первым секретарём Темрюкского райкома КПСС, а с 1972 года — начальником краевого объединения совхозов. Позднее продолжал находиться на хозяйственных должностях. Жил в Краснодаре. Умер 28 июня 2007 года. Похоронен на Славянском кладбище в Краснодаре.
Был также награждён орденами Октябрьской Революции и Трудового Красного Знамени, рядом медалей.